# Ipomoea tenuifolia
Ipomoea tenuifolia là một loài thực vật có hoa trong họ Bìm bìm. Loài này được (Vahl) Urb. mô tả khoa học đầu tiên năm 1908.